# Bisdom Telšiai
Het bisdom Telšiai (Latijn: Dioecesis Telsensis (-Klaipedensis), Litouws: Telšių vyskupija) is een in Litouwen gelegen rooms-katholiek bisdom met zetel in de stad Telšiai. Het bisdom behoort tot de kerkprovincie Kaunas en is, samen met de bisdommen Šiauliai en Vilkaviškis, suffragaan aan het aartsbisdom Kaunas.

## Geschiedenis
Het bisdom ligt in het noordwestelijke gedeelte van Litouwen aan de Oostzee. Het werd in 1926 opgericht toen de kerkelijke grenzen gelijkgetrokken werden met de politieke grenzen. Op 24 december 1991 werd de, uit vier parochies bestaande Vrije Prelatuur Memel toegevoegd aan het bisdom Telšiai. Deze vrije prelatuur in het Memelland was in 1926 ontstaan uit het bisdom Ermland. Sindsdien ligt Klaipėda (Memel), de derde stad van Litouwen, binnen de grenzen van het bisdom.

## Bisschoppen van Telšiai
- 1926-1943: Justinas Staugaitis
- 1944-1946: Vincentas Borisevičius
  - 1946: Pranciškus Ramanauskas
  - 1946-1949: Justinas Juodaitis
  - 1959−1964: Petras Maželis
- 1964-1966: Petras Maželis
  - 1966−1975: Juozapas Pletkus
  - 1975−1989: Antanas Vaičius
- 1989-2001: Antanas Vaičius
- 2002-2017: Jonas Boruta
- 2017-2020: Kestutis Kevalas
- 2020-heden: Algirdas Jurevicius

## Galerij

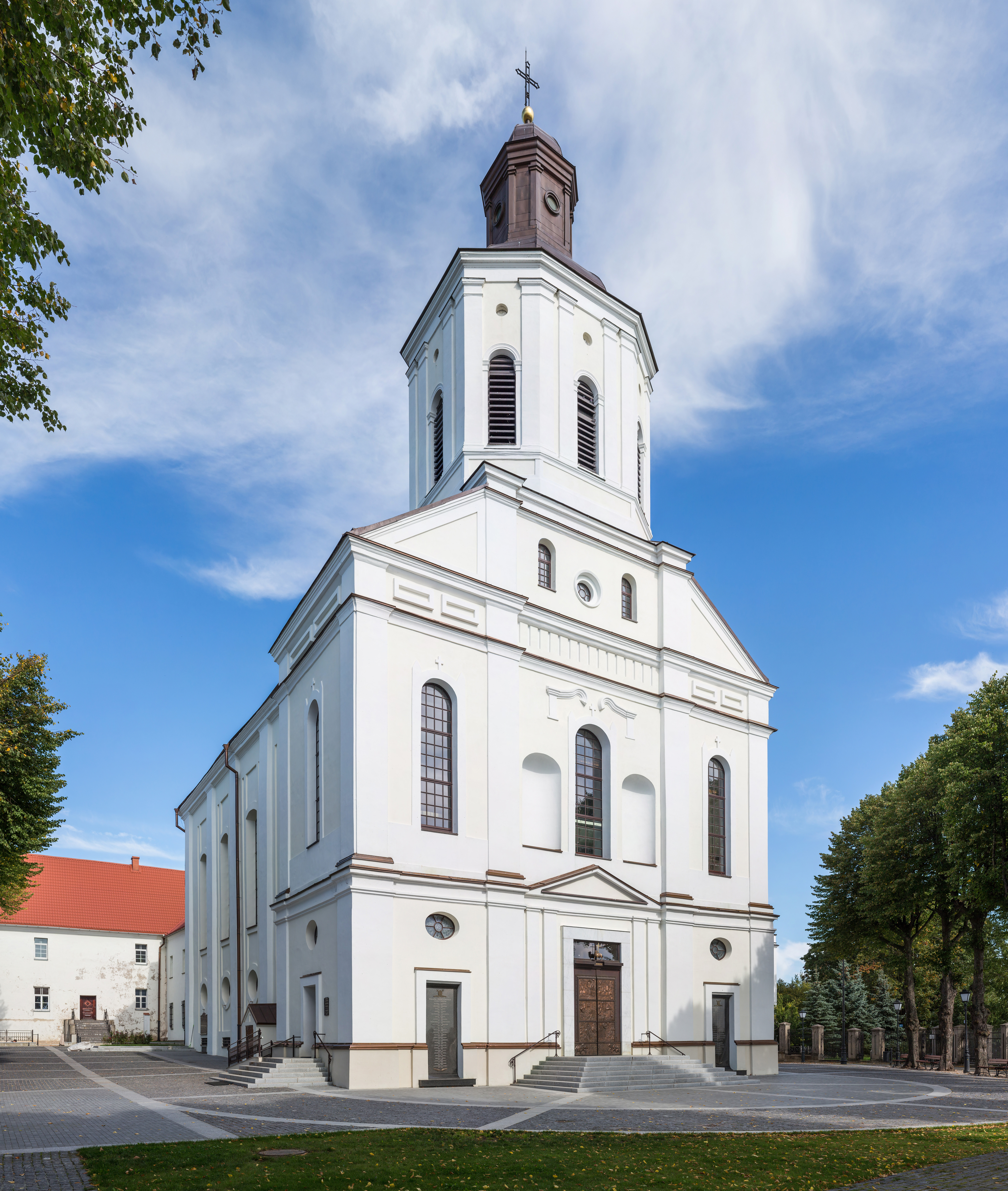
Kathedraal van Telšiai
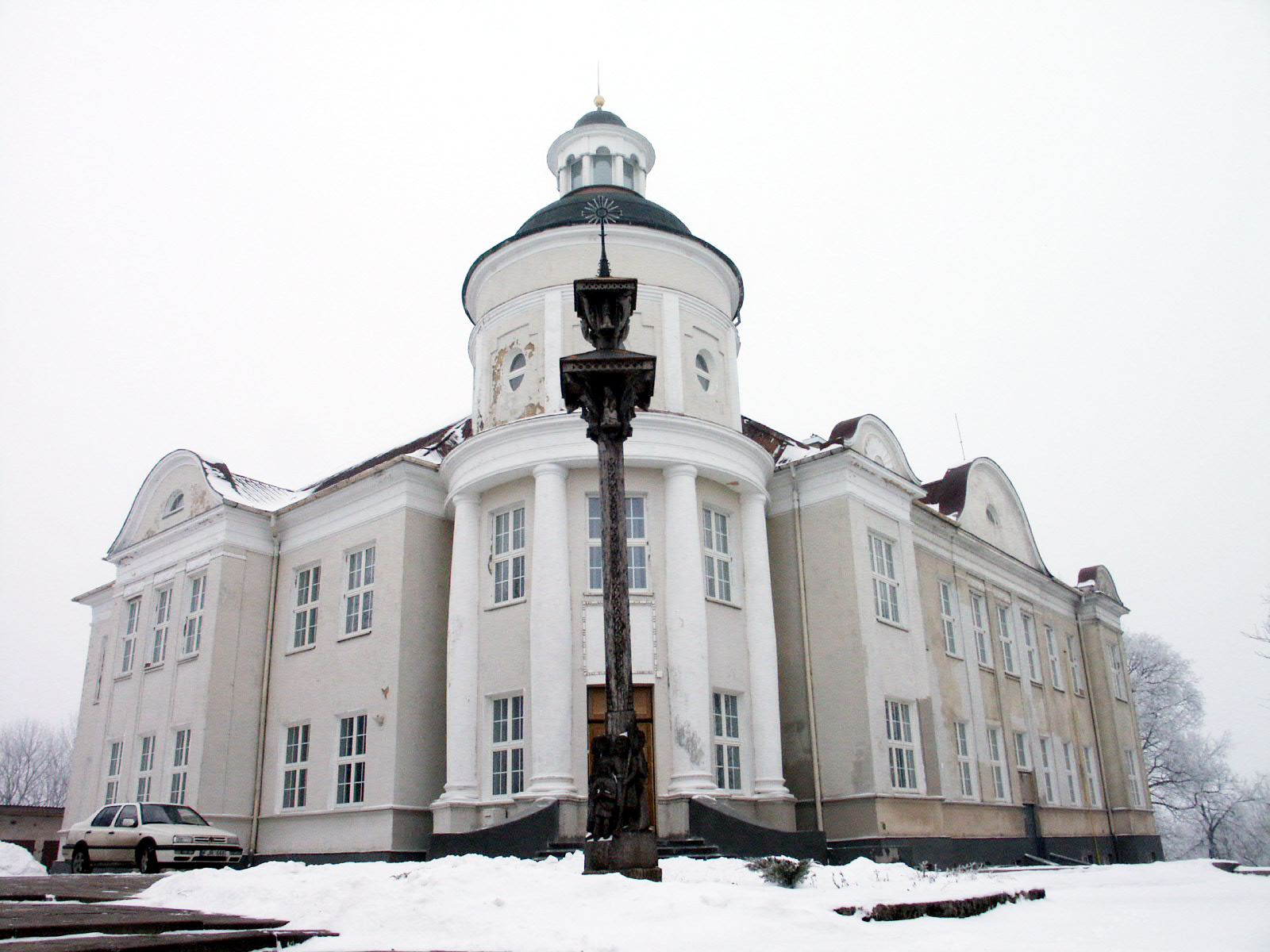
Telšiai Curia
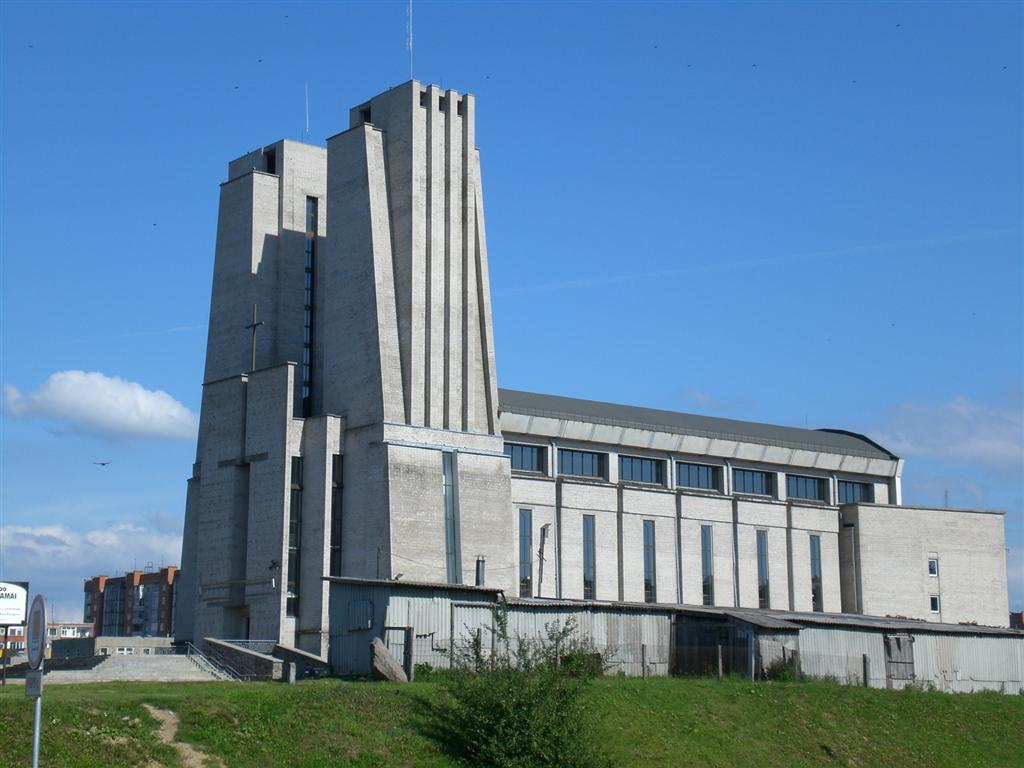
Kerk van St. Jozef de Arbeider in Klaipėda
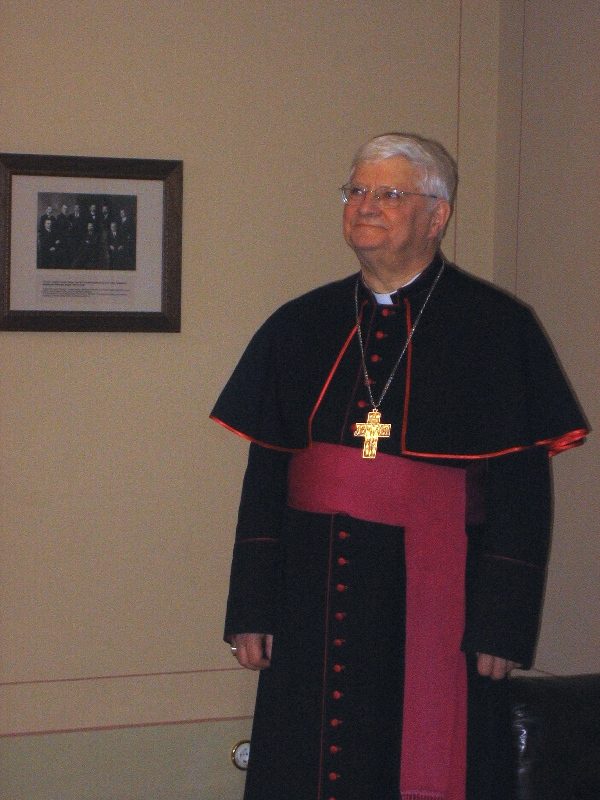
Bisschop Jonas Boruta